# Qebui

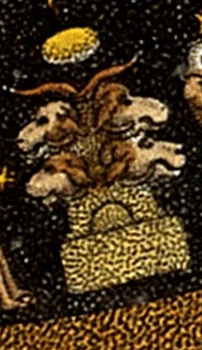
Detalhe do zodíaco de Dendera.

Qebui ou Qebu é o deus egípcio do vento norte. Na arte, Qebui aparece como um homem com quatro cabeças de carneiro, ou um carneiro alado de quatro cabeças. Ele também está associado às terras além da terceira catarata do Nilo na Núbia.